# باول بيرسون
باول بيرسون هو لاعب كرة القدم الكندية كندي، ولد في 15 يونيو 1957 في كامبل ريفر في كندا.